# يوسف فرتوت
يوسف فرتوت لاعب دولي مغربي سابق ، ولد في 7 يوليو 1970 بمدينة الدار البيضاء ، كان يلعب في مركز مهاجم ، حيث لعب مع نادي الوداد الرياضي كما احترف في أوروبا ولعب أيضاً مع المنتخب المغربي ، وهو الآن يعمل مدرباً المغرب التطواني و سبق له تدريب فريق شباب الريف الحسيمي و اولمبيك اسفي .

## سيرته
بدأ يوسف فرتوت مسيرته في كرة القدم في الوداد الدار البيضاء في موسم 1990-1991 حيث فاز معه بعدة ألقاب أبرزها لقب دوري أبطال إفريقيا سنة 1992 حيث سجل الهدف الثاني في مرمى نادي الهلال السوداني في النهائي (2-0) ، كما فاز بلقب هداف الدوري المغربي سنة 1993 برصيد 18 هدفاً .
احترف بنادي بيليننسيس البرتغالي من 1995 إلى 1998 سجل خلالها 12 هدفاً في 71 مباراة .ثم لعب يوسف موسم آخر في ناده قبل أن ينقل إلى النادي البرتغالي بيليننسيس. في أول موسم له مع النادي في 1995-1996، انتهى فريقه 5 في الدوري وسجل 8 أهداف في 29 مباراة . ثم في الموسم التالي،قال انه يؤدي مع فريقه موسم سيء حيث سجل 4 أهداف فقط في 28 مباراة. ولكن في موسمه الأخير في هذا الفريق نزل للدرجة الثانية، في حين يوسف لعب 14 مباراة دون تسجيل
سنة 1998 التحق فرتوت بنادي آلكمار الهولندي الذي لعب له إلى غاية 2001 شارك خلالها في 48 مباراة وسجل 11 هدفاً .انضم فرتوت في وقت لاحق إلى الفريق الهولندي من ألك ألكمر الذي حقق صعوده إلى الفرقة الأولى. الموسم الأول 1998-1999، احتل يوسف مع فريقه المركز التاسع لعب 25 مباراة وحقق 6 أهداف . ثم الموسم التالي لعب 15 مباراة سجل 4 أهداف . في الموسم الأخير، لعب 8 مباريات فقط وسجل هدفا واحدا في هذا الموسم

## المنتخب المغربي
بدأت مسيرة فرتوت الدولية سنة 1992 وانتهت سنة 1998 ، حيث شارك مع الأسود في عدة تظاهرات كما يعتبر من هدافي المنتخب المغربي حيث سجل 12 هدفاً دولياً

## مسيرته كمدرب
دخل يوسف فرتوت عالم تدريب . بتوليه تدريب فريق رجا بني ملال خلال موسم 2011-2012 وحقق معه صعود لدوري الدرجة الأولى. بعدها أصبح مدربا لفريق اتحاد في طنجة، والذي كان يلعب بدوري درجة ثانية. لكن فرتوت يستقيل من منصبه ، فإن رحيله يعود إلى الوعود التي لم يتم الوفاء بها من قبل الرئيس المستقيل وعدم وجود أي دعم للاعبين والموظفين الفنيين الذين يمرون بأوقات عصيبة في وسط زياتن. ثم انظم إلى الوداد كمساعد مدرب في أوائل يوليو 2013. بعدها وقع يوسف فرتوت في 24 ديسمبر 2013 عقد لمدة 18 شهرا ليصبح مدربا .لاولمبيك اسفي

## انجازاته
- بطولة المغرب : 1990, 1991, 1993
- كأس العرش :  1989، 1994
- دوري أبطال أفريقيا : 1992
- دوري ابطال العرب : 1989 ,1992
- الكأس الأفروآسيوية للأندية : 1993

## روابط خارجية
- يوسف فرتوت على موقع قاعدة بيانات كرة القدم.إي يو (الإنجليزية)
- يوسف فرتوت على موقع ناشيونال فوتبول تيمز (الإنجليزية)
- يوسف فرتوت على موقع كووورة